# Prochaetoparia brevis
Prochaetoparia brevis är en ringmaskart som först beskrevs av Ehlers 1901.  Prochaetoparia brevis ingår i släktet Prochaetoparia och familjen Phyllodocidae. Inga underarter finns listade i Catalogue of Life.